# Juan Arturo Rivero
Pour les articles homonymes, voir Rivero.
Juan Arturo Rivero né le 5 mars 1923 à Santurce et mort le 3 mars 2014, est un zoologiste et herpétologiste portoricain.
Il a découvert près de 120 espèces d'amphibiens et un lézard.
Il est également fondateur du zoo de Mayagüez, l'unique zoo de Porto-Rico, qui possède aujourd'hui une collection considérable d'animaux de tous les continents. En 1998, le zoo a été renommé Zoo Dr. Juan A. Rivero en son honneur.
Pendant 14 ans, il a animé une émission de vulgarisation scientifique sur une télévision locale.

## Espèces nommées en son honneur
- Glomeridesmus riveroi Chamberlin, 1950
- Ballophilus riveroi Chamberlin, 1950
- Hemitrochus riveroi Turner, 1958
- Atractus riveroi Roze, 1961
- Geomelania riveroi Clench, 1962
- Mannophryne riveroi (Donoso Barros, 1965)
- Dendropsophus riveroi (Cochran & Goin, 1970)
- Processa riveroi Manning & Chace, 1971
- Leptodactylus riveroi Heyer & Pyburn, 1983
- Marshallela riveroi Ramos, 1989
- Cochranella riveroi (Ayarzagüena, 1992)
- Pristimantis riveroi (Lynch & La Marca, 1993)
- Stefania riveroi Señaris, Ayarzagüena & Gorzula, 1997
- Eleutherodactylus juanariveroi Rios-López & Thomas, 2007

## Quelques taxons décrits
- Anolis occultus Williams & Rivero, 1965
- Allobates humilis (Rivero, 1980)
- Allobates sanmartini (Rivero, Langone & Prigioni, 1986)
- Anomaloglossus shrevei (Rivero, 1961)
- Aromobates haydeeae (Rivero, 1978)
- Aromobates leopardalis (Rivero, 1978)
- Aromobates mayorgai (Rivero, 1980)
- Aromobates orostoma (Rivero, 1978)
- Aromobates saltuensis (Rivero, 1980)
- Atelopus andinus Rivero, 1968
- Atelopus carbonerensis Rivero, 1974
- Atelopus ebenoides Rivero, 1963
- Atelopus eusebianus Rivero & Granados-Díaz, 1993
- Atelopus famelicus Rivero & Morales, 1995
- Atelopus galactogaster Rivero & Serna, 1993
- Atelopus longibrachius Rivero, 1963
- Atelopus mucubajiensis Rivero, 1974
- Atelopus nicefori Rivero, 1963
- Atelopus pedimarmoratus Rivero, 1963
- Atelopus pinangoi Rivero, 1982
- Atelopus sanjosei Rivero & Serna, 1989
- Atelopus walkeri Rivero, 1963
- Celsiella revocata (Rivero, 1985)
- Centrolene altitudinale (Rivero, 1968)
- Centrolene venezuelense (Rivero, 1968)
- Cochranella megista (Rivero, 1985)
- Colostethus alacris Rivero & Granados-Díaz, 1990
- Colostethus brachistriatus Rivero & Serna, 1986
- Colostethus dysprosium Rivero & Serna, 2000
- Colostethus furviventris Rivero & Serna, 1991
- Colostethus jacobuspetersi Rivero, 1991
- Colostethus poecilonotus Rivero, 1991
- Colostethus ramirezi Rivero & Serna, 2000
- Colostethus yaguara Rivero & Serna, 1991
- Dendropsophus battersbyi (Rivero, 1961)
- Dendropsophus meridensis (Rivero, 1961)
- Dendropsophus minusculus (Rivero, 1971)
- Dischidodactylus duidensis (Rivero, 1968)
- Eleutherodactylus eneidae Rivero, 1959
- Eleutherodactylus hedricki Rivero, 1963
- Espadarana andina (Rivero, 1968)
- Hyalinobatrachium duranti (Rivero, 1985)
- Hyalinobatrachium fragile (Rivero, 1985)
- Hyalinobatrachium orientale (Rivero, 1968)
- Hyalinobatrachium orocostale (Rivero, 1968)
- Hyalinobatrachium pallidum (Rivero, 1985)
- Hyloscirtus estevesi (Rivero, 1968)
- Hyloscirtus jahni (Rivero, 1961)
- Hyloscirtus lascinius (Rivero, 1970)
- Hyloxalus betancuri (Rivero & Serna, 1991)
- Hyloxalus borjai (Rivero & Serna, 2000)
- Hyloxalus breviquartus (Rivero & Serna, 1986)
- Hyloxalus cevallosi (Rivero, 1991)
- Hyloxalus excisus (Rivero & Serna, 2000)
- Hyloxalus faciopunctulatus (Rivero, 1991)
- Hyloxalus fallax (Rivero, 1991)
- Hyloxalus idiomelus (Rivero, 1991)
- Hyloxalus maculosus (Rivero, 1991)
- Hyloxalus marmoreoventris (Rivero, 1991)
- Hyloxalus mittermeieri (Rivero, 1991)
- Hyloxalus parcus (Rivero, 1991)
- Hyloxalus peculiaris (Rivero, 1991)
- Hyloxalus pinguis (Rivero & Granados-Díaz, 1990)
- Hyloxalus pumilus (Rivero, 1991)
- Hypsiboas alemani (Rivero, 1964)
- Hypsiboas benitezi (Rivero, 1961)
- Hypsiboas lemai (Rivero, 1972)
- Hypsiboas pulidoi (Rivero, 1968)
- Hypsiboas sibleszi (Rivero, 1972)
- Mannophryne oblitterata (Rivero, 1984)
- Minyobates steyermarki (Rivero, 1971)
- Myersiohyla loveridgei (Rivero, 1961)
- Otophryne steyermarki Rivero, 1968
- Pristimantis boconoensis (Rivero & Mayorga, 1973)
- Pristimantis dorsopictus (Rivero & Serna, 1988)
- Pristimantis ginesi (Rivero, 1964)
- Pristimantis johannesdei (Rivero & Serna, 1988)
- Pristimantis lentiginosus (Rivero, 1984)
- Pristimantis melanoproctus (Rivero, 1984)
- Pristimantis mondolfii (Rivero, 1984)
- Pristimantis paramerus (Rivero, 1984)
- Pristimantis phragmipleuron (Rivero & Serna, 1988)
- Pristimantis pleurostriatus (Rivero, 1984)
- Pristimantis pulvinatus (Rivero, 1968)
- Pristimantis rozei (Rivero, 1961)
- Pristimantis terraebolivaris (Rivero, 1961)
- Pristimantis tubernasus (Rivero, 1984)
- Pristimantis turumiquirensis (Rivero, 1961)
- Prostherapis dunni Rivero, 1961
- Pseudopaludicola ceratophryes Rivero & Serna, 1985
- Rheobates pseudopalmatus (Rivero & Serna, 2000)
- Rhinella lindae (Rivero & Castaño, 1990)
- Scinax baumgardneri (Rivero, 1961)
- Silverstoneia erasmios (Rivero & Serna, 2000)
- Stefania ginesi Rivero, 1968
- Stefania goini Rivero, 1968
- Stefania marahuaquensis (Rivero, 1961)
- Stefania Rivero, 1968
- Stefania scalae Rivero, 1970
- Stefania woodleyi Rivero, 1968
- Tepuihyla rodriguezi (Rivero, 1968)